# Teatro griego de Cirene
El Teatro griego de Cirene era el mayor y más antiguo de los cinco teatros conocidos de Cirene, Libia. Se construyó en la ladera norte de la acrópolis, al oeste del templo de Apolo y fue construido originalmente como un teatro griego estándar, probablemente a finales del siglo VI a. C. La estructura fue sometida a varias fases de renovación y, finalmente, se convirtió en un anfiteatro romano en el siglo II d. C.

## Descripción
El teatro está situado en el extremo oeste de la estrecha explanada bajo la acrópolis, que mira al norte, hacia el mar. El templo de Apolo se encuentra en la misma explanada, al este, y el teatro formaba parte originalmente del complejo del santuario. Su historia constructiva es complicada y consta de siete fases, que no son fáciles de distinguir o datar. En la mayoría de las fases, la estructura básica consistía en una orchestra semicircular (zona de representación) con una skené (edificio escénico) detrás, y un koilon o cávea (graderío) que aprovechaba la pendiente natural de la colina.
En la actualidad, la fase más antigua solo está indicada por tres hileras de agujeros de postes en el centro de la orchestra, que probablemente estaban destinados a una pequeña scenae de madera, de unos 15 m de largo y 5 m de profundidad. Los paralelos del resto del mundo griego sugieren que esta estructura data de finales del siglo VI a. C. En la segunda fase, quizá en el siglo V a. C., la scenae fue sustituida por un edificio algo mayor, también de madera, del que sólo queda testimonio por un conjunto de agujeros en el lecho rocoso. Tenía unos 15 m de ancho, como su predecesor, pero se extendía un poco más hacia atrás y contaba con un escenario de madera en la parte delantera.
En la fase 3, el edificio escénico de madera fue demolido en favor de una estructura de piedra, de unos 25 m de longitud, situada un poco más al norte. Los primeros indicios de asientos de piedra también proceden de este período y sugieren una cávea de 65 metros de diámetro. Fragmentos de estructuras anteriores reutilizados en el edificio (en particular columnas del arcaico templo de Apolo sugieren que esta construcción tuvo lugar en la segunda mitad del siglo IV a. C.
La fase 4 data del periodo de la gobierno ptolemaico de Cirene (ca. 320-96 a. C.) El edificio del escenario fue demolido y sustituido por una estructura más grande, con alas cortas en cada extremo. Esta estructura tenía tres puertas en la parte delantera desde las que los actores podían entrar y salir. El trabajo en piedra es de peor calidad que en la fase 3.  En esta época, la cávea se amplió y se adelantó; se construyó un gran muro de contención para sostener el relleno de tierra bajo los asientos en el extremo oriental del teatro. Encima de este muro de contención, en el lado este de la cávea, se construyó un monumento piramidal escalonado muy empinado, coronado por una base que sostenía un conjunto de cuatro estatuas (hoy perdidas). La inscripción de la base (IGCyr 97900) data de finales del siglo IV o principios del siglo III a. C.y nombra a los homenajeados como Cleutemis hijo de Estasis (que erigió el monumento mientras ejercía de sacerdote), Cleutemis hijo de Filengio, Damón hijo de Cartadas y Estasis hijo de Cleutemis.
La fase 5 pertenece a la época romana temprana (es decir, al siglo I a. C.  o al siglo I d. C.). En esta fase se monumentalizó el edificio escénico, añadiendo columnas adosadas a la fachada. La parte inferior de los asientos que se conservan pertenece probablemente a esta fase, al igual que los muros de contención rectos de los bordes de la cávea. La sexta fase podría ser posterior al saqueo de la ciudad en 115 d. C. durante la guerra de Kitos; a diferencia de muchas otras estructuras de Cirene, no hay pruebas de que el teatro sufriera daños durante el saqueo. En esta fase, las alas de las scenae se extendieron hacia delante, bloqueando al parecer la entrada al teatro a través de la orchestra.

### Anfiteatro
En la fase 7, a finales del siglo II d. C., el teatro se convirtió en anfiteatro, para ser utilizado para gladiadores en lugar de para representaciones dramáticas. La orchestra semicircular se convirtió en una arena de forma ovalada, que medía 32,67 m de este a oeste y 28,21 de norte a sur. Para ello, se demolió el escenario, se retiraron los asientos inferiores, se construyó un muro alrededor de la arena y se amplió la explanada hacia el norte mediante un enorme muro de contención. Un pasillo periférico rodeaba la arena, bajo las primeras filas de asientos, que conducía a las entradas para los combatientes en los extremos oriental y occidental de la arena. En el lado sur de la arena, se construyeron nuevos asientos sobre la cávea de la fase 5. La ubicación junto al barranco significaba que los asientos no estaban en la cima de la cavea. La ubicación en el barranco imposibilitó la construcción de asientos en el lado norte de la arena, que quedó libre.
El nuevo anfiteatro quedó separado del templo de Apolo al oeste por la construcción del Muro de Nicodamo, que cruza la meseta de norte a sur al este del teatro. Una inscripción en verso (GVCyr 31) nombra al sacerdote Nicodamo como constructor y especifica que se construyó «para la pureza de Febo y su hermana» (Apolo y Artemisa) «cerrando sus arbustos sagrados a la vista de los gladiadores». Esto era necesario porque el combate de gladiadores se consideraba ritualmente impuro. Al no haber puerta en este muro, el acceso al anfiteatro se realizaba en adelante únicamente desde arriba, utilizando un camino que discurría por la ladera de la colina, por encima del templo de Apolo. El Teatro 2, al este del ágora, detrás de la estoa de Hermes y Heracles y del Cesáreo,se construyó como sustituto del teatro griego.
No está claro cuándo dejó de utilizarse el anfiteatro. Cirene sufrió graves daños por los terremotos de 262 y de 365, cualquiera de los cuales puede haber dañado la estructura. Desde la antigüedad, gran parte del lado norte de la arena se ha deslizado por la ladera. A partir de 2006, el Fondo del Patrimonio Mundial, en colaboración con la Universidad de Campania Luigi Vanvitelli, el[Departamento de Antigüedades de Libia y el Ministerio de Cultura libio llevaron a cabo una conservación de emergencia en el teatro para detener el hundimiento.